# Републикански път III-842
Републикански път IIІ-842 е третокласен път, част от Републиканската пътна мрежа на България, преминаващ изцяло по територията на Пазарджишка област. Дължината му е 26 km.
Пътят се отклонява наляво при 53,1 км на Републикански път II-84 в центъра на село Юндола и се насочва на североизток, като по цялото си протежение следи дълбоката долина на река Яденица (десен приток на река Марица), която е орографска граница между планините Рила и Родопи. Преминава през село Голямо Белово и в центъра на град Белово се свързва с Републикански път I-8 при неговия 164,6 км.
| Пътища, отклоняващи се надясно (населено място, № на пътя, посока на пътя) | km   | Пътища, отклоняващи се наляво (посока на пътя, № на пътя, населено място) |
| -------------------------------------------------------------------------- | ---- | ------------------------------------------------------------------------- |
| Община Велинград, II-84, 53,1 km, с. Юндола →                              | 0,0  | → с. Юндола, 53,1 km II-84, Община Самоков                                |
| с. Юндола                                                                  | 0,2  | → с. Юндола, общински път (за яз. Белмекен)                               |
| Община Белово                                                              | 5,8  | Община Белово                                                             |
| с. Голямо Белово                                                           | 22,3 | с. Голямо Белово                                                          |
| (до ГКПП Капитан Андреево - Капъкуле) I-8, 164,6 km, гр. Белово ←          | 26,0 | ← гр. Белово, 164,6 km, I-8 (от ГКПП Калотина)                            |